# AskNet
AskNet — российская интеллектуальная метапоисковая система, первая вопросно-ответная система в Рунете. Вопросно-ответная поисковая система система AskNet предназначена для поиска текстовой информации по запросу пользователя на естественном языке. В настоящее время поиск ответов на вопросы пользователей поддерживается для русско- и (или) англоязычных запросов пользователей и текстов. Проект стартовал в 1999 году в ООО "Стокона". Вопросно-ответная поисковая система AskNet Search (ранее известная как Stocona Search) принимала участие и заняла первое место в тестах дорожки вопросно-ответного поиска конференции РОМИП (Российский семинар по оценке методов информационного поиска) в 2006 году. Проект "AskNet Search семантическая поисковая система" с 2015 года разрабатывает ООО "Аскнет", являющееся участником Фонда развития Центра разработки и коммерциализации новых технологий (Фонд «Сколково»).

## Классы систем AskNet
- метапоисковый сервис AskNet Global Search — для поиска ответов на вопросы пользователей в Интернете (с использованием традиционных поисковых систем для предварительного отбора информации);
- тиражируемое программное обеспечение AskNet Search — для поиска информации в массивах электронных документов пользователей (на компьютерах пользователей и в корпоративной сети).

Линейка поисковых систем AskNet включает в себя версии для поиска информации: на персональном компьютере пользователя; многопользовательского поиска в корпоративной сети; поиска в мультимедийной информации; поиска предварительно проиндексированной информации на тиражируемых дисках; метапоиска в Интернете.

## Функциональность
- полнотекстовый поиск ответа на вопрос пользователя, заданный на естественном языке;
- семантический поиск по ключевым словам запроса на русском или английском языках;
- поиск информации по любым последовательностям цифр и букв — аббревиатурам, именам собственным и т. д., а также по всем возможным вариантам написания слов и чисел;
- автоматическая интегральная оценка семантического соответствия найденной проиндексированной текстовой информации смысловому содержанию вопросов пользователей;
- возможность просмотра найденных предложений с автоматическим позиционированием и выделением цветом не только найденных слов (совпадающих со словами запроса пользователя), но и слов семантического ответа системы;
- адаптация системы к новым словам из любой предметной области за счет автоматического словообразования всех морфоформ незнакомых слов.

## Виды поиска
- полнотекстовый поиск информации в базе проиндексированных текстов по фразам и ключевым словам запросов пользователей с учётом: морфологии, синтаксиса и семантики слов, сопоставления различных вариантов написания чисел (арабских, римских и чисел написанных прописью), сокращений и полных форм слов;
- поиск смысловых ответов на вопросы пользователя, вводимых на естественном русском и (или) английском языках.

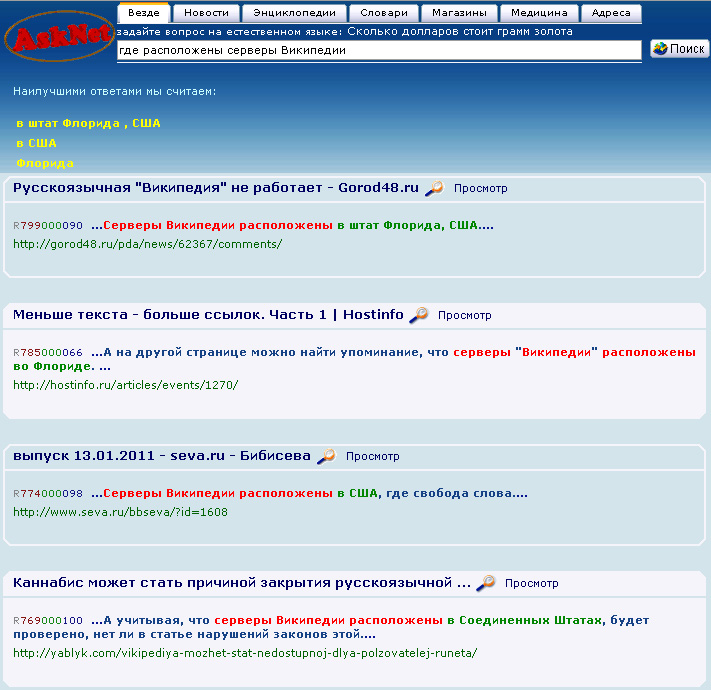
Пример поиска ответа на вопрос [http://asknet.ru/webserver/index_ngs.aspx?ngs_q=где+расположены+серверы+Википедии "Где расположены серверы Википедии?"

Система AskNet Search отличается от существующих поисковых систем тем, что страница ответа содержит не только ссылки на ресурсы, но информацию, являющуюся ответом на вопрос пользователя. При этом на заданный пользователем вопрос на естественном языке система выдает предложения из проиндексированных текстов, которые по возможности наиболее точно отвечают на заданный вопрос. На странице выдачи поисковой системы подсвечиваются ключевые слова запроса пользователя, а также слова и словосочетания смыслового ответа на вопрос пользователя.
Система AskNet Search может выполнять поиск информации с учётом синонимов и родственных слов, которые сгруппированы в соответствии с их семантическим значением.
Метапоисковый сервис AskNet Global Search является ограниченной по функциональным возможностям версией AskNet Search. AskNet Global Search не поддерживает поиск с учётом синонимов и родственных слов, реализованный в локальных версиях (тиражируемом программном обеспечении AskNet Search).

## Алгоритмы функционирования
Алгоритмы функционирования вопросно-ответной поисковой системы AskNet Search основаны на использовании полного лингвистического анализа запроса пользователя и предложений проиндексированных текстов. Полный лингвистический анализ неструктурированной информации предполагает реализацию следующих этапов: графематический, морфологический, синтаксический, семантический анализ. Морфология реализована на основе словарей и эвристических правил словоизменения. Синтаксический анализ обеспечивает построение размеченного синтактико-семантического дерева связей слов (словосочетаний) каждого предложения текста и выделение объекта, субъекта и предиката. Семантическая сеть текста реализована на основе разметки отношений тема-рема внутри деревьев синтактико-семантического разбора предложений и референтных связей между структурами соседних предложений. Это обеспечит разрешение проблем наличия анафорических связей и омонимии.
Релевантность рассчитывается преимущественно с использованием лингвистических критериев. Поиск проводится в предварительно проиндексированной текстовой информации.
В 2006 году был опубликован сборник статей «Труды РОМИП`2006» в котором изложены результаты тестирования по дорожке вопросно-ответного поиска системы Stocona (в настоящее время AskNet Search) и системы Exacrus (разработка Института Системного Анализа РАН). В исследовании «Стокона на РОМИП-2006» раскрыты отдельные детали алгоритма функционирования вопросно-ответной поисковой системы AskNet Search.